# The Electric Horseman
The Electric Horseman é um filme estadunidense de 1979 do gênero Drama, dirigido por Sydney Pollack, com roteiro de Shelly Burton, Paul Gaer e Robert Garland. Foi o terceiro filme em que trabalharam juntos os atores Robert Redford e Jane Fonda.
Sydney Pollack dirigiu vários filmes de Redford: This Property Is Condemned (1966), Jeremiah Johnson (1972), The Way We Were (1973), Three Days of the Condor (1975), Out of Africa (1985) e Havana (1990). 

## Elenco principal
- Robert Redford...Norman "Sonny" Steele
- Jane Fonda...Alice "Hallie" Martin
- Valerie Perrine...Charlotta Steele
- Willie Nelson...Wendell Hickson
- John Saxon...Hunt Sears

## Sinopse
Sonny Steele é um antigo campeão mundial de rodeios que abandonou o esporte depois de várias fraturas e agora é o garoto-propaganda de uma marca de cereais de um grande conglomerado empresarial. Constantemente bêbado e entediado com os compromissos, ele chega à Las Vegas, Nevada para um evento promocional em que deverá cavalgar o célebre cavalo de corridas Rising Star. Sonny percebe que o cavalo foi drogado e está machucado e resolve raptar o animal para soltá-lo num local distante em Utah, habitado por cavalos selvagens. Ele consegue escapar das autoridades e dos homens da empresa que o perseguem e ofereceram recompensa pela sua captura, mas é descoberto pela esperta repórter de TV Hallie Martin. Sem alternativa, ele aceita que Hallie o acompanhe em sua viagem e as reportagens da moça fazem com que a opinião pública fique a favor de Sonny.